# Цицишвили, Тамара Иосифовна
Тамара Иосифовна Цицишвили (19 декабря 1908 — 1 сентября 1988) — грузинская советская актриса театра и кино.
Народная артистка Грузинской ССР (1981).

## Биография
Выпускница филологического факультета Тифлисского университета (1929). Работала в музее. Вместе с Рене Шмерлинг,  известным искусствоведом, автором многих книг об истории и росписях храмов побывала во многих районах Грузии, снимала копии фресок в церквах.
В кино снималась с 1936 года.
Случайно её повстречал режиссёр Сико Долидзе и предложил сняться в кино. После выхода на экраны фильма «Дарико» с Т. Цицишвили в главной роли, она стала кинозвездой. Фильм шёл в кинотеатрах шесть месяцев подряд. В результате она увлеклась кино, решила стать актрисой и начала сниматься. В 1937 году приняла участие в декаде грузинского искусства в Москве. Танцевала в ансамбле Пачкория, представлявшем Западную Грузию. На встрече с руководителями государства познакомилась со Сталиным, Берией, Молотовым. Позже в Москве несколько раз встречалась со Сталиным, который лично подарил ей часы с надписью «От ЦИК».
В 1950—1959 годах играла на сцене театра им. К. Марджанишвили.

## Фильмография
- 1936 — Дарико — Дарико
- 1936 — Каджети (короткометражный) — Нестани
- 1939 — Запоздалый жених — Маро
- 1940 — Дружба — Тамара
- 1947 — Колыбель поэта — княгиня Екатерина I
- 1948 — Кето и Котэ — Текле, сестра князя Левана
- 1949 — Счастливая встреча — Елене
- 1954 — Стрекоза — Тамара, мать Шота
- 1956 — Баши-Ачук — эпизод
- 1958 — Две семьи — Дарежан, директор детдома
- 1961 — На берегах Ингури — эпизод
- 1968 — Тариэл Голуа— Мтвариса
- 1969 — Десница великого мастера
- 1973 — Похищение луны
- 1973 — Тёплое осеннее солнце
- 1977 — Синема — княгиня
- 1981 — Будь здоров, дорогой — Нина Васильевна
- 1981 — Секрет
- 1984 — Легенда о Сурамской крепости
- 1984 — Покаяние— Мариам, представительница городской интеллигенции, защитница храма
- 1985 — Фрагменты из жизни города (короткометражный)
- 1985 — Пока пройдёт осенний дождь
- 1986 — Робинзонада, или Мой английский дедушка — эпизод
- 1986 — Чёрная ласточка (короткометражный)